# سنجرد
سنجرد یا سنگرد؛ نام روستایی از توابع بخش شامکان و در شهرستان ششتمد استان خراسان رضوی ایران است. این روستا در دهستان شامکان قرار داشته و بر اساس سرشماری سال ۱۳۸۵ جمعیت آن ۵۷۵ نفر (۱۳۹ خانوار)
بوده‌است.